# Sphingolipidose
Sphingolipidosen sind, bis auf den X-chromosomal vererbten Morbus Fabry, durch autosomal-rezessiv vererbte Gene ausgelöste Stoffwechselkrankheiten, die sich vorwiegend im zentralen Nervensystem manifestieren. Sie gehören zu der Gruppe der lysosomalen Speicherkrankheiten. Durch lysosomale Enzymdefekte oder -defizite, aber auch durch Defekte der Transport- oder Aktivatorproteine kommt es zu einer pathologischen intrazellulären Akkumulation von nicht weiter abbaubaren Sphingolipiden.
Gemeinsame Symptome:
- motorische und geistige Retardierung
- Vergrößerung von Leber und Niere
- häufig kirschroter Makulafleck

Die metachromatische Leukodystrophie und Krabbe-Leukodystrophie sind demyelinisierende Erkrankungen, d. h. das Signalverhalten in kernspintomographischen Aufnahmen ist ähnlich wie bei anderen erworbenen demyelinisierenden Erkrankungen, wie z. B. Multiple Sklerose, Akute disseminierte Enzephalomyelitis, Balo-Sklerose, Neuromyelitis optica und Progressive multifokale Leukenzephalopathie.
Im Allgemeinen handelt es sich um schwere, noch in der Kindheit zum Tode führende Erkrankungen.

## Varianten
| Krankheit                                               | Gespeicherte Substanz        | Defektes Enzym                |
| ------------------------------------------------------- | ---------------------------- | ----------------------------- |
| Niemann-Pick-Krankheit                                  | Sphingomyelin                | Sphingomyelinase              |
| Morbus Gaucher                                          | Glucocerebrosid              | β-Glucosidase                 |
| Metachromatische Leukodystrophie                        | Sulfatide                    | Sulfatidase = Arylsulfatase A |
| Morbus Fabry                                            | Globotriaosylceramid         | α-Galactosidase               |

Erkrankungen im Zusammenhang mit Sphingolipiden (Sphingolipidosen)

| Tay-Sachs-Syndrom (amaurot. Idiotie, GM2-Gangliosidose) | Gangliosid GM2               | Hexosaminidase                |
| Morbus Krabbe (globoidzellige Leukodystrophie)          | Galactocerebrosid, Psychosin | Cerebrosid-β-Galactosidase    |